# Sa Pa

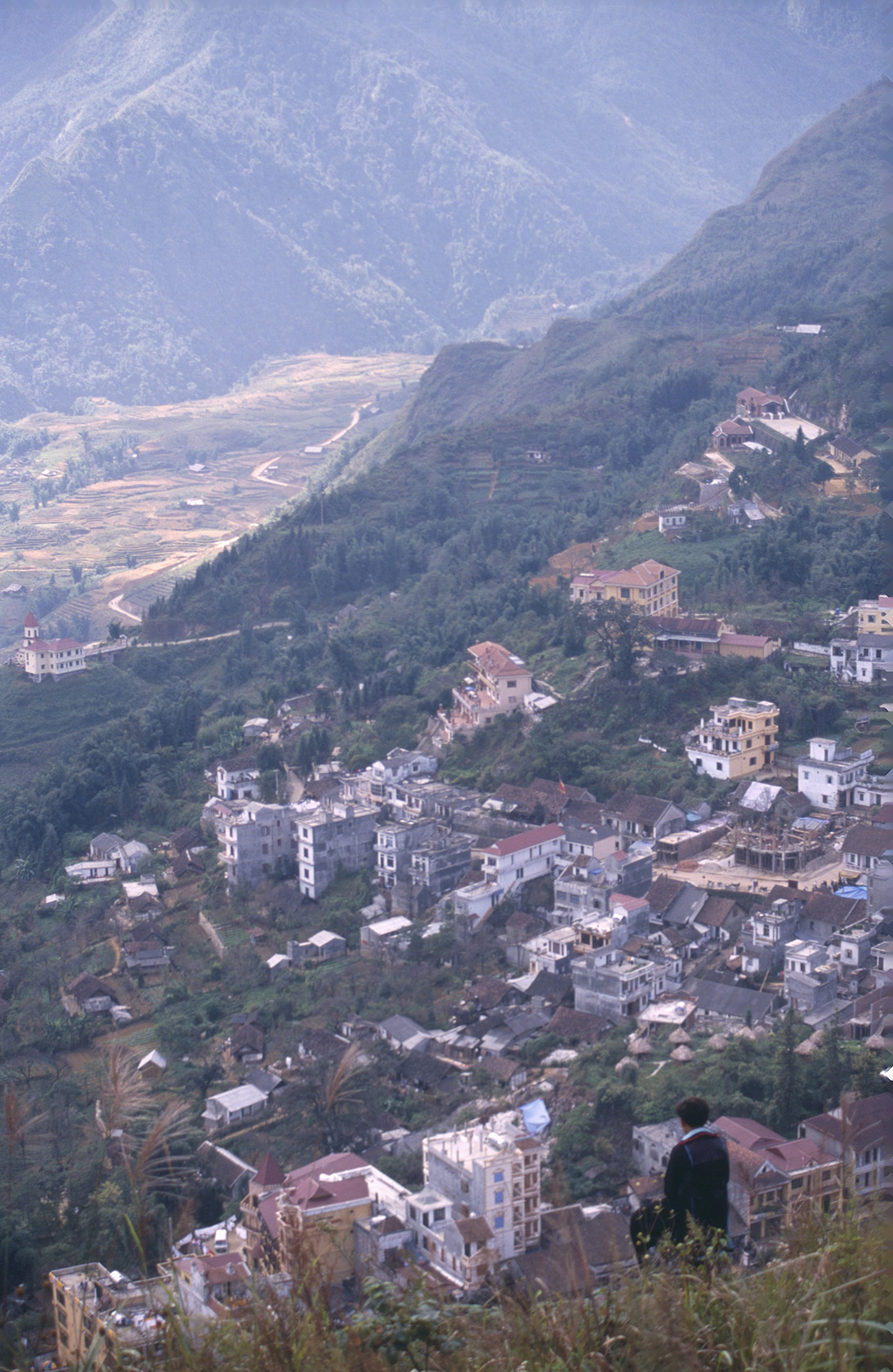
Vy över Sa Pa.

Sa Pa är en ort i Lào Cai-provinsen i nordvästra Vietnam. Folkmängden i centrala Sa Pa uppgick till 8 975 invånare vid folkräkningen 2009. Orten ligger i en dal på 1 600 meter över havet och har kalla vintrar. Runt Sa Pa ligger Hoang Ling-bergen. Här finns bland annat Vietnams högsta berg, Fan Si Pan, nio kilometer från Sa Pa. Vandringar uppför berget utgår från Sa Pa. 
Redan fransmännen insåg potentialen i Sa Pa som turistort och uppförde flera hotell på grund av det svala klimatet på somrarna då Hanoi är som varmast. Under krigen och den ekonomiska stagnationen på 80-talet försvann turismen men är nu på stark återkomst. Staden är ett populärt resmål för backpackers och vietnameser på grund av den vackra naturen och de många minoritetsfolken och är mer lättillgängligt för turister än andra bergsområden i norra Vietnam tack vare järnvägen från Hanoi till närbelägna Lao Cai.
Stora delar av Sa Pa ligger på en bergssida, och vägarna är smala och slingrande och staden har många trappor. Centralt ligger en park intill en kyrka. På marknaden finns samma utbud av grönsaker och annat som på andra marknader i norra Vietnam och gatorna är kantade med butiker, restauranger och hotell som vänder sig till inhemska och utländska turister. Sjön i Sa Pa ligger lite bortom turiststråken. 
Överallt i Sa Pa ser man personer från minoritetsfolk som bor i närbelägna byar och som känns igen på att de bär traditionell klädsel och försöker sälja textilprodukter till turister.